# Club Social y Deportivo Osorno Básquetbol
Osorno Básquetbol es el representante de la ciudad de Osorno en la Liga Nacional de Básquetbol de Chile.
Su sede es el gimnasio Monumental María Gallardo, recinto conocido como el Gigante de Pilauco con capacidad para 5500 espectadores; ubicado en el complejo de la Villa Olímpica de Osorno.
Osorno Básquetbol nace con la finalidad de representar a la ciudad en los diferentes torneos nacionales, teniendo destacadas participaciones en Liga Saesa y Liga Nacional.
Su rival clásico es el Club Deportivo Valdivia (CDV), ambos herederos de la rivalidad de antiguos clubes cesteros representantes de ambas ciudades como lo el Club Deportivo Phoenix de Valdivia y el Club Malta Morenita de Osorno, enmarcada en la histórica rivalidad entre las ciudades de Valdivia y Osorno. Es considerado en el medio nacional como el clásico cestero más importante del país, siendo llamado por la prensa tradicionalmente como el "Súper Clásico" del básquetbol chileno.
Actualmente Osorno Básquetbol se encuentra fuera de la Liga Nacional tras su expulsión el 2019

## Pabellones
- Gimnasio María Gallardo Arismendi de Osorno (5500 Espectadores)
- Gimnasio Español de Osorno (1500 Espectadores)

Osorno Básquetbol juega los partidos de local en el gimnasio María Gallardo Arismendi, ubicado en el sector de Pilauco de la ciudad de Osorno. El "Gigante de Pilauco" o "El Vaticano del Basquetbol Chileno", como también es conocido, lleva el nombre de una destacada baloncestista osornina que representó a Chile en diversos torneos internacionales.
En varias ocasiones el conjunto taurino ha disputado encuentros en el gimnasio Español de calle Santa Elisa, un recinto más pequeño, pero muy querido por los habitantes de la ciudad, ya que ahí Club Provincial Osorno ganó su primer torneo Dimayor en 1999-2000 frente a la Universidad de Concepción.

## Historia

### Antecedentes de clubes de básquetbol de Osorno

#### Club Malta Morenita de Osorno
En 1981 el básquetbol chileno tenía a una Dimayor en sus primeros años y otras ligas locales. El equipo jugaba con cuatro extranjeros y un jugador nacional, el cual iba rotando constantemente. Y dirigidos por uno de los mejores entrenadores de Chile, el distinguido Sr. Santos Vargas.
Su club rival clásico fue el Club Deportivo Phoenix de Valdivia, equipo que participó en Dimayor entre 1981 y 1984. A pesar de ser un animador constante del campeonato Dimayor, el club nunca pudo obtener la copa.
El club dejaría de existir en 1989 ante la falta de apoyo del público, sin obtener títulos, pero dejando una huella en el básquetbol osornino, sureño y chileno. Fue uno de los equipos que comenzó a forjar la frase que se escucha en muchos partes del país, "El mejor básquetbol se juega en el sur de Chile".

#### Club Provincial Osorno
Más de 6 años habían pasado desde que el básquetbol profesional se había ido de Osorno. En el ambiente cestero de la ciudad se sentía las ganas de regresar, pero a nivel dirigencial se esperaba un impulso para dar los pasos correctos. Y ese impulso llegaría el año 1995, cuando se organizó el campeonato "Provincias del Sur", y donde el equipo representante de Osorno obtuvo el tercer lugar.

##### Los primeros títulos de los "Toros"
Dos años tuvieron que pasar para lograr los primeros títulos, de la mano de Carlos Schwarzenberg, que había retornado el año 1997, esta vez para dirigir al cuadro lechero.

### Creación de Osorno Básquetbol
El Club Social y Deportivo Osorno Básquetbol nace para sustituir al Provincial Osorno de Básquetbol (desaparecido el año 2009) como el equipo representativo de la ciudad de Osorno.

## Logros y palmarés
2010 - Subcampeón Liga Deportiva Nacional de Básquetbol de Chile
2013 - Subcampeón Liga Saesa
2014 - Subcampeón Liga Nacional,
2014 - Campeón Liga Saesa
2015 - Subcampeón Liga Saesa, Tercer Lugar Copa Chile
2016 - Tercer Lugar Liga Saesa
2016-17 - Campeón Liga Nacional Zona Sur
2016-17 - Subcampeón Liga Nacional - Fase Final
2017 - Subcampeón Serie Sub-13, Liga Saesa Segunda División
2017 - Campeón Serie Sub-17, Liga Saesa Segunda División
2017 - Campeón Serie Adultos, Liga Saesa Segunda División

## Entrenadores
Ricardo Bello (2010)
 Mario Negrón (2011-2012)
 Juan Manuel Córdoba (2012-2015)
 Rodrigo Isbej (2015-2017)
 Carlos Schwarzenberg (2017-2018)
 Eddie Bermúdez (2018)
 Jorge Arrieta (2018)
 Yudi Abreu (2018)
 Rodrigo Isbej (2018-2019)
 Sebastián Alonso (2019)

## Palmarés

### Torneos nacionales
- Subcampeón Liga Nacional de Básquetbol: 2010
- Libsur (1): 2014
- Subcampeón Liga Nacional de Básquetbol de Chile: 2013-14
- Campeón Zona Sur - Liga Nacional de Básquetbol de Chile 2016-17
- Subcampeón fase final - Liga Nacional de Básquetbol de Chile 2016-2017
- Campeón Segunda División Liga Saesa, Serie Adultos y Sub-17 2017